# باشگاه فوتبال مولودیه وهران
باشگاه فوتبال مولودیه وهران (عربی: نادی مولودیة وهران) یک باشگاه فوتبال در شهر وهران، الجزایر است.
این باشگاه که در سال ۱۹۱۷ تأسیس شده است سابقه ۴ قهرمانی در لیگ حرفه‌ای فوتبال الجزایر، ۴ قهرمانی در جام حذفی فوتبال الجزایر و نایب قهرمانی لیگ قهرمانان آفریقا در سال ۱۹۸۹ را در کارنامه دارد.